# Halogy, Vas
Halogy  este un sat în districtul Körmend, județul Vas, Ungaria, având o populație de 280 de locuitori (2011). 

## Demografie
Componența etnică a satului Halogy
     Maghiari (93,23%)
     Romi (5,26%)
     Necunoscut (1,5%)
     Alții (1,5%)
Componența confesională a satului Halogy
     Romano-catolici (75%)
     Reformați (2,14%)
     Fără religie (2,14%)
     Luterani (1,43%)
     Necunoscută (19,29%)
     Alte religii (1,07%)
Conform recensământului din 2011, satul Halogy avea 280 de locuitori. Din punct de vedere etnic, majoritatea locuitorilor (93,23%) erau maghiari, cu o minoritate de romi (5,26%). Apartenența etnică nu este cunoscută în cazul a 1,5% din locuitori.  Din punct de vedere confesional, majoritatea locuitorilor (75,0%) erau romano-catolici, existând și minorități de reformați (2,14%), persoane fără religie (2,14%) și luterani (1,43%). Pentru 19,29% din locuitori nu este cunoscută apartenența confesională.